# Black Beauty (película de 1994)
Black Beauty es una película de 1994 adaptada de la novela con el mismo título de Anna Sewell y dirigida por Caroline Thompson en su debut como directora. Es la quinta película en que se adapta la novela de 1877.

## Sinopsis
El destino de los caballos, y las personas que son propietarios y los ordenan, son revelados mientras Belleza Negra narra el círculo de su vida.

## Elenco
- Alan Cumming (Docs Keepin Time) como Black Beauty (voz).
- Andrew Knott e Ian Kelsey como Joe Green.
- Sean Bean como Farmer Grey.
- David Thewlis como Jerry Barker.
- Jim Carter como John Manly.
- Peter Davison como Squire Gordon.
- Alun Armstrong como Reuben Smith.
- John McEnery como Mr. York
- Eleanor Bron como Lady Wexmire.
- Peter Cook como Lord Wexmire.
- Keeley Flanders como Dolly Barker.

## Soundtrack
1. Main Titles
2. Baby Beauty
3. Gang on the Run
4. Mommy
5. Jump for Joy
6. Kicking up a Storm
7. The Dance/ Bye Merrylegs
8. Sick
9. He's Back (Revival)
10. Frolic
11. Ginger Snaps
12. Goodbye Joe
13. Wild Ride/ Dream
14. Is it Joe?
15. In the Country
16. Poor Ginger
17. Bye Jerry/ Hard times
18. Memories 
19. Créditos Finales

## Recepción
Recibió críticas positivas, la película tiene un 78% en Rotten Tomatoes.

## Taquilla
La película fue pobre en la taquilla, recaudando solo $4,630,377 nacional.